# 沼田順義
沼田 順義（ぬまた ゆきよし、寛政4年（1792年） - 嘉永2年12月17日（1850年1月29日）は、江戸時代後期の国学者。三芳野城長とも称した。姓は大三輪、字は道意、楽水堂と号した。

## 生涯
上野国群馬郡仲尾村（現・群馬県高崎市、旧新高尾村）の富豪の家に生まれる。幼児より聡明であったが眼病を患ったことから医師になる志を立て、13歳で高崎の大熊松泉・吉田平格に医術を学ぶ。15歳の時、熊本の村井椿寿に入門しようとするが椿寿が没したため果たさず。16歳で、武蔵国飯能の薬種商・大河原文左衛門を師とし、吉見の医師・金子祐寿の知遇を得る。甲斐国の座光寺南屏に儒術を学び、磯野公道のもとで古医方を学ぶ。この間、江戸で林述斎に入門した。21歳で駿河国清水に医を開業するも、疫病に罹患し、上野国の湯治場で静養する。一方で、湯治客の治療も行い、武蔵国川越の豪商・横田五郎兵衛と知り合う。五郎兵衛は順義の人物と学識を見込んで川越に呼び寄せた。川越では楽水堂道意とも称し、私塾と医業を開く。良心的な医療を行い、信望厚く繁盛した。
順義の失明の時期には諸説あるが、この頃には病が進行していたとされる。やがて五郎兵衛の推挙で川越藩主・松平斉典に国学進講の役を得て川越藩に召抱えられる。順義が深く学問を始めたのは川越藩時代からで、文政13年（1830年）には本居宣長の『直毘霊』・『くず花』や市川匡麿の『まがのひれ』に対し、順義は 『級長戸風（しなとのかぜ）』を著し反駁した。『級長戸風』は順義の『古事記』偽書説で知られる。天保4年（1833年）には賀茂真淵の『国意考』に対し、『国意考辯妄』を刊行し排斥した。林家中興の祖・林述斎は順義の説に深く服し、順義の書の巻に欠かさず序した。その後、眼病が再発し完全に盲目となり、江戸・湯島に居を移し、盲官の最高位の官名である検校に任じられ、川越の古名に因んで三芳野城長と称した。明を失っても順義の名声はますます上がり門徒日に進み、講を聴く者で溢れたという。
嘉永2年12月17日（新暦1850年1月29日）、58歳で没。墓は江戸下谷（現在の東京都台東区池之端）の正慶寺。
順義の継嗣・沼田一斎も蘭学など広く学を修め、順義同様に川越藩に仕えた。